# اولوپامیر (ارجیش)
اولوپامیر (به ترکی استانبولی: Ulupamir) یک منطقهٔ مسکونی در ترکیه است که در ارجیش واقع شده‌است. اولوپامیر ۳٬۸۵۰ نفر جمعیت دارد.